# Destaljinizacija
Destaljinizacija je naziv za proces otklanjanja posljedica Staljinove vlasti. Destaljinizacija je tehnički započela 1953. godine, nakon smrti Josifa Staljina, a službeno 1956. godine.
Destaljinizacija se poslije očitavala u povrataku izvornih imena gradova koji su bili preimenovani u čast Staljinu. Proces se kasnije proširio i na ostale zemlje Istočnog bloka. Svoj vrhunac dostiže 31. listopada 1961. godine kada je tijelo Staljina premješteno iz Lenjinova mauzoleja na lokaciju blizu Kremljskih zidina. Drugi važan događaj bio je kada je 11. studenog 1961. Staljingrad preimenovan u Volgograd.

## Poveznice
- Josif Staljin
- Denacifikacija